# Domenico Caligo (matematico)
Domenico Caligo (Montevarchi, 25 dicembre 1916 – Pisa, 13 aprile 1998) è stato un matematico italiano.

## Biografia
Formatosi alla scuola del prof.Giovanni Sansone dell'Università di Firenze, si occupò dell'applicazione dell'analisi matematica in ambito tecnico ingegneristico, contribuendo alla teoria delle equazioni differenziali alla base della modellazione del comportamento di strutture portanti nell'ingegneria civile (in particolare le volte sottili realizzate per coprire ampie luci, campo nel quale collaborò con Giulio Krall), nel campo termodinamico e in ambito della teoria delle vibrazioni. In particolare, contribuì in maniera significativa allo studio dell'equazione differenziale di secondo ordine a riferimento razionale.
Si trasferì nel 1939 a Roma per collaborare con il Prof.Mauro Picone come ricercatore dell'Istituto per le Applicazioni del Calcolo (allora "INAC") del CNR. Durante la sua permanenza decennale in istituto diresse circa 130 lavori di matematica applicata e pubblico 20 articoli. In particolare, con la Dott.ssa De Schwarz, produsse manuali applicativi di calcolo per l'ingegneria civile per il calcolo delle volte sottili in calcestruzzo armato (di largo impiego tra gli anni 50 e 60, con i quali sono state realizzate opere come il Ponte di Mezzo a Pisa e numerosi viadotti stradali, per il ridotto ricorso di armature in ferro, allora poco reperibile, e l'ottimizzazione della componente in calcestruzzo) e contribuì allo sviluppo delle applicazioni del calcolo automatico sulla FINAC (il secondo elaboratore elettronico installato in un istituto scientifico italiano). Fu tra i primi utilizzatori e sviluppatori di applicazioni di calcolo su computer. Affrontò tra i primi, in una memoria presentata ad un convegno del CNR, anche le problematiche legate al copyright e alla proprietà intellettuale del software.
Professore universitario, insegnò dapprima all'Università di Roma nei corsi di Scienze Naturali, poi a Catania e quindi all'Università di Perugia, dove contribuì all'istituzione della Facoltà di Ingegneria. Infine, chiamato nel 1970 a Pisa da Alessandro Faedo per contribuire a realizzare presso l'Università degli Studi di Pisa il primo corso di laurea italiano in Informatica, curò fino al 1993 l'insegnamento dell'Analisi Matematica presso la Facoltà di Ingegneria.
Attivo anche in ambito sociale, divenne animatore dei Comitati Civici Nazionali di Luigi Gedda durante le elezioni del 1948, coprì ruoli di responsabilità a livello nazionale nell'ambito dell'Azione Cattolica (in particolare il movimento giovanile del dopoguerra GIAC) e si fece promotore di iniziative nell'ambito dell'associazionismo cattolico (in particolare per la cura della famiglia) e nell'ambito dello sviluppo delle politiche dell'insegnamento nelle scuole medie e superiori.

## Pubblicazioni
- 1943 - Sulle equazioni differenziali lineari-del secondo ordine a coefficienti periodici  (Estratto dalle Memorie della R. Accademia d'Italia", Classe di scienze fisiche, matematiche e naturali, S. VII, vol. XIII, fase. XVI), Roma, Consiglio nazionale delle ricerche, pag. 1025 - 1035 (Pubblicazioni dell'Istituto per le applicazioni del calcolo, 146)